# Calyptophilus
Genre
Le genre Calyptophilus regroupe deux espèces d'oiseaux appartenant à la famille des Thraupidae.

## Espèces
Selon la classification de référence du Congrès ornithologique international (version 5.2, 2015) :
- Calyptophilus tertius – Konichon d'Haïti
- Calyptophilus frugivorus – Konichon dominicain